# Tavarnelle Val di Pesa
Tavarnelle Val di Pesa é uma comuna italiana da região da Toscana, província de Florença, com cerca de 7.148 habitantes. Estende-se por uma área de 56 km², tendo uma densidade populacional de 128 hab/km². Faz fronteira com Barberino Val d'Elsa, Castellina in Chianti (SI), Certaldo, Greve in Chianti, Montespertoli, San Casciano in Val di Pesa.

## Demografia
| Variação demográfica do município entre 1861 e 2011                               |
|                                                                                   |
| Fonte: Istituto Nazionale di Statistica (ISTAT) - Elaboração gráfica da Wikipedia |